# Dipropylenglycolmethylether
Dipropylenglycolmethylether ist in der Regel ein komplexes Isomerengemisch aus der Gruppe der Glycolether.

## Gewinnung und Darstellung
DPM wird durch Reaktion von Propylenoxid mit einem Gemisch von 1-Methoxy-2-propanol (Siedepunkt 120 °C) sowie 2-Methoxy-1-propanol (Siedepunkt 130 °C) als Isomerengemisch erhalten. Es dominieren dabei mit 90 % 1-(2-Methoxy-1-methylethoxy)-2-propanol und 1-(2-Methoxypropoxy)-2-propanol – beides Stereoisomerengemische.
Nebenisomere sind 2-(2-Methoxypropoxy)-1-propanol und 2-(2-Methoxy-1-methylethoxy)-1-propanol – beides ebenfalls Stereoisomerengemische.
Im Jahr 2000 wurden in den USA etwa 16.000 Tonnen produziert. Damit zählt es zu den chemischen Substanzen, die in großen Mengen hergestellt werden („High Production Volume Chemical“, HPVC) und für die von der Organisation für wirtschaftliche Zusammenarbeit und Entwicklung (OECD) eine Datensammlung zu möglichen Gefahren („Screening Information Dataset“, SIDS) angefertigt wurde.

## Eigenschaften
Es ist eine farblose hygroskopische Flüssigkeit mit schwach süßlichem Geruch. Es bildet mit 91–92 % (m/m, Stoffmengenanteil) Wasser ein bei 99,2 °C konstant siedendes Azeotrop.

## Verwendung
DPM wird als Lösungsmittel für Druckerfarben, Verdünnungsmittel und Veredelungsmittel in Verbindung mit Methoxypropanol bei Lacken sowie als Lösungsmittel in Haushaltschemikalien und Kosmetika verwendet.

## Sicherheitshinweise
Es bildet an Luft langsam Peroxide und weist mit 205 °C eine Zündtemperatur knapp über dem Siedepunkt auf.
Die Dämpfe von DPM können mit Luft erst bei starker  Erhitzung ein explosionsfähiges Gemisch (Flammpunkt 79 °C, Zündtemperatur 205 °C) bilden. Es wird daher als „nicht explosiv“ eingestuft. Die Verbindung hat eine sehr geringe akute Toxizität, ist gut biologisch abbaubar und hat ein geringes Potential für die Bioakkumulation. DPM zählt nicht zu den umweltgefährdenden Stoffen.